# Дуэ, Дезире
Дезире́ Нонка́-Мао́ Дуэ́ (фр. Désiré Nonka-Maho Doué; родился 3 июня 2005, Анже) — французский футболист, вингер и атакующий полузащитник клуба «Пари Сен-Жермен» и сборной Франции.

## Клубная карьера
Воспитанник футбольной академии «Ренна». В апреле 2022 года 16-летний игрок подписал с клубом свой первый профессиональный контракт. 7 августа 2022 года дебютировал в основном составе «Ренна» в матче французской Лиги 1 против «Лорьяна». 31 августа 2022 года забил свой первый гол за «Ренн» в матче против «Бреста», став первым футболистом 2005 года рождения, забившим гол в одной из пяти высших футбольных лиг Европы.
17 августа 2024 года перешёл в «Пари Сен-Жермен» за 50 млн евро. 31 мая 2025 года забил два гола и отдал голевую передачу в финале Лиги чемпионов против «Интернационале» (5:0), став самым молодым игроком, сделавшим «дубль» и голевую передачу в финале Лиги чемпионов.

## Карьера в сборной
Выступал за сборные Франции до 17, до 19 лет и до 21 года. 1 июня 2022 года выиграл юношеский чемпионат Европы (до 17 лет), обыграв в финальном матче сборную Нидерландов.
Летом 2024 года в составе олимпийской сборной Франции сыграл на летних Олимпийских играх, став серебряным призёром турнира.
23 марта 2025 года дебютировал за основную сборную Франции во втором матче четвертьфинала Лиги наций УЕФА 2024/25 против сборной Хорватии.

## Статистика выступлений
Данные приведены по состоянию на 13 июля 2025 года
| Выступление      | Выступление      | Выступление      | Чемпионат | Чемпионат | Кубки | Кубки | Еврокубки | Еврокубки | Прочие | Прочие | Итого | Итого |
| Клуб             | Лига             | Сезон            | Игры      | Голы      | Игры  | Голы  | Игры      | Голы      | Игры   | Голы   | Игры  | Голы  |
| ---------------- | ---------------- | ---------------- | --------- | --------- | ----- | ----- | --------- | --------- | ------ | ------ | ----- | ----- |
| Ренн             | Лига 1           | 2022/23          | 26        | 3         | 1     | 0     | 7         | 1         | 0      | 0      | 34    | 4     |
| Ренн             | Лига 1           | 2023/24          | 31        | 4         | 5     | 0     | 6         | 0         | 0      | 0      | 42    | 4     |
| Ренн             | Итого            | Итого            | 57        | 7         | 6     | 0     | 13        | 1         | 0      | 0      | 76    | 8     |
| Пари Сен-Жермен  | Лига 1           | 2024/25          | 31        | 6         | 6     | 4     | 16        | 5         | 8      | 1      | 61    | 16    |
| Пари Сен-Жермен  | Итого            | Итого            | 31        | 6         | 6     | 4     | 16        | 5         | 1      | 0      | 54    | 15    |
| Всего за карьеру | Всего за карьеру | Всего за карьеру | 99        | 14        | 12    | 4     | 29        | 6         | 8      | 1      | 148   | 25    |

## Достижения

### Командные достижения
«Пари Сен-Жермен»
- Чемпион Франции: 2024/25
- Обладатель Кубка Франции: 2024/25
- Обладатель Суперкубка Франции: 2024
- Победитель Лиги чемпионов УЕФА: 2024/25
- Обладатель Суперкубка УЕФА: 2025

Сборная Франции (до 17 лет)
- Чемпион Европы (до 17 лет): 2022

Сборная Франции
- Серебряный призёр Олимпийских игр: 2024
- Бронзовый призёр Лиги наций УЕФА: 2024/25

### Личные достижения
- Молодой игрок сезона Лиги чемпионов УЕФА: 2024/25[10]
- Вошёл в символическую сборную сезона Лиги чемпионов УЕФА: 2024/25[11]
- Лучший молодой игрок Клубного чемпионата мира: 2025[12]